# 日本フットサル施設連盟選手権大会
日本フットサル施設連盟選手権大会（にほんフットサルしせつれんめいせんしゅけんたいかい）は、日本フットサル施設連盟主催、日本サッカー協会・日本フットサル連盟後援のフットサル大会である。

## 概略
2005年に新設された新しい大会で、第1回SPORTS DEPOの特別協賛によりSPORTS DEPO CUPとして行われている。
4地域に分かれて予選が行われ、全国大会はマグ・フットサルスタジアムにて1日で行われる。なお、地域リーグ出場チームは参加資格なし。
全国大会は9月に大阪のマグ・フットサルスタジアムで行われる。
優勝チームには全日本フットサル選手権大会への出場権が与えられる。

## 歴代優勝
| 回 | 年     | 優勝                              |
| -- | ------ | --------------------------------- |
| 1  | 2005年 | IBFOXセレゾン浜松フットサルクラブ |
| 2  | 2006年 | YAMANOYA CASA DA SOGRA FUTSAL     |
| 3  | 2007年 | ジュビロ磐田フットサルクラブ      |